# التوقيت الصيفي في الولايات المتحدة

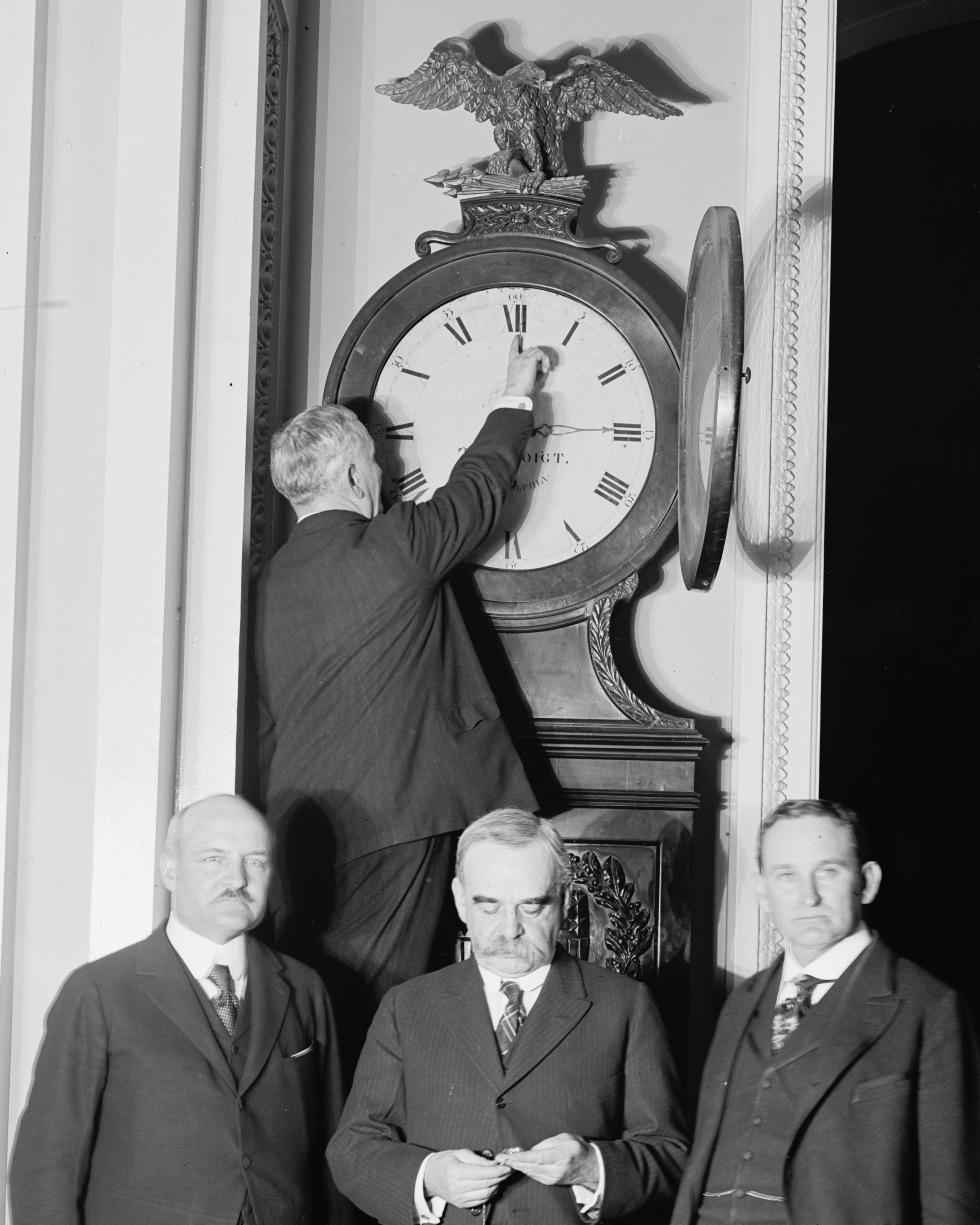
تحويل ساعة أوهايو في مبنى الكابيتول الأمريكي إلى الأمام لأول توقيت صيفي في البلاد في 31 مارس 1918 من قبل رقيب مجلس الشيوخ تشارلز هيغينز.

التوقيت الصيفي في الولايات المتحدة هو عملية تحريك الساعة إلى الأمام بمقدار ساعة واحدة عندما يوجد ضوء النهار لفترة أطول خلال اليوم. معظم مناطق الولايات المتحدة تستخدم التوقيت الصيفي (DST)، باستثناء أريزونا (باستثناء النافاجو (أحد الشعوب الأمريكية الاصلية)، الذين يشهدون التوقيت الصيفي في محمية نافاجو). هاواي، والأقاليم الخارجية ساموا الأمريكية، وغوام، وجزر ماريانا الشمالية وبورتوريكو وجزر العذراء الأمريكية. أنشأ قانون الوقت الموحد لعام 1966 نظام التوقيت الصيفي الموحد في جميع أنحاء الولايات المتحدة.
يبدأ التوقيت الصيفي في الولايات المتحدة يوم الأحد الثاني في مارس وينتهي في يوم الأحد الأول في نوفمبر، مع التغييرات الزمنية التي تحدث في الساعة 2:00 صباحًا بالتوقيت المحلي، مع جملة «الربيع إلى الأمام، والخريف إلى الخلف». في فصل الربيع تُنقل الساعات إلى الأمام من الساعة 2:00 صباحا إلى الساعة 3:00 صباحا. وفي الخريف نتقل من الساعة 2:00 صباحًا إلى 1:00 صباحًا. يدوم التوقيت الصيفي لما مجموعه 34 أسبوعا (238 يومًا) كل عام، حوالي 65٪ من العام بأكمله.
يوضح الجدول التالي تواريخ بدء وانتهاء التوقيت الصيفي في المستقبل القريب في الولايات المتحدة.